# Titoli di credito

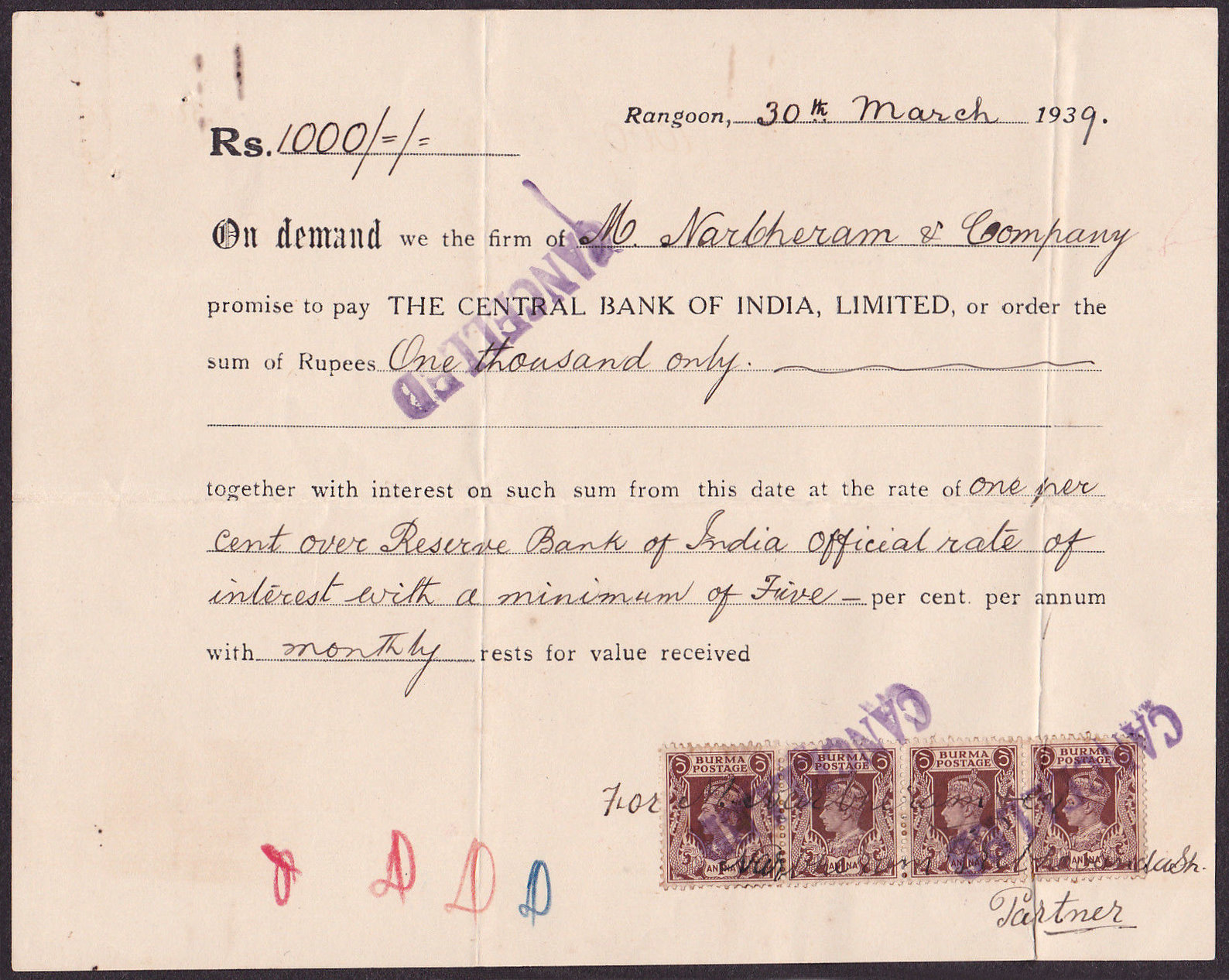
Titolo di credito emesso in Birmania nel 1939

I titoli di credito sono documenti destinati alla circolazione che menzionano una situazione giuridica attiva comportante il diritto a una prestazione, che può consistere nel pagamento di una somma di denaro (es. assegno e cambiale), o nella riconsegna di beni determinati (es. polizza di carico marittima), o essere definita in un complesso di rapporti giuridici (es. azioni e obbligazioni).

## Descrizione
Il titolo di credito è a tutti gli effetti un documento: è materialmente costituito da un modulo prestampato che deve essere compilato (luogo e data di emissione, importo del credito, scadenza di pagamento ecc.). Esso contiene la promessa fatta da chi lo rilascia di effettuare una prestazione a favore del soggetto che lo riceve e lo esibisce (cosiddetto portatore). Il documento incorpora il diritto di credito, nel senso che il possesso materiale del documento comporta per ciò solo la titolarità del diritto di credito e quindi il diritto del possessore a ottenere il pagamento. I titoli di credito sono strumenti diffusi, sia presso gli imprenditori (es. pagamento dei fornitori mediante rilascio di cambiali), sia presso i non-imprenditori (es. utilizzo di assegni).

### Tipologie
In base al contenuto, i titoli di credito si distinguono in: 
- i titoli di credito in senso stretto (o effetti negoziabili), che attribuiscono al possessore il diritto di riscuotere una somma di denaro; ne sono esempi gli assegni (bancari, circolari, postali), il vaglia cambiario (o pagherò) e le cambiali;
- i titoli di massa (o valori mobiliari o security - titoli di capitale o titoli di debito)[3], ovvero:
  - azioni che formano il capitale di imprese aventi la forma giuridica di società per azioni (S.p.A.) o di società in accomandita per azioni (S.a.p.A.), che conferiscono al possessore la qualità di socio; oppure
  - titoli del debito pubblico (come i BOT, i BTP, i CCT) e le obbligazioni emesse dalle società di capitali, e altri titoli che fanno del possessore un creditore nei confronti di enti pubblici o di società private;
- i titoli rappresentativi di merci, che attribuiscono al possessore il diritto di ritirare o di trasferire ad altri, merci in viaggio o depositate presso magazzini generali (luoghi di pubblico deposito in cui vengono immesse, conservate e custodite merci per conto di terzi, contro pagamento di una tariffa giornaliera); fanno parte di questa categoria la polizza di carico, titolo di credito rappresentativo di merci viaggianti su nave che attribuisce al possessore il diritto di venderle o di ottenerne la consegna nel porto di destinazione e la fede di deposito (titolo di credito rappresentativo di merci in deposito) la quale invece attribuisce al possessore il diritto di ritirare o di vendere merci depositate nei Magazzini Generali (MM.GG), tale titolo è sempre associato alla nota di pegno e, ai fini del ritiro delle merci depositate nei MM.GG, si rende necessaria la presentazione unita dei due titoli; talvolta, ai fini dell'erogazione di prestiti, garantiti da merci di valore, viene consegnata all'istituto erogante la sola nota di pegno che, una volta estinto il debito, sarà poi restituita al titolare che, solo a quel punto, potrà ritirare la merce, fino a quel momento rimasta in deposito ai fini di garanzia prestito.

In base alle modalità di trasferimento, si distinguono in: 
- titoli al portatore, che si trasferiscono con la semplice consegna del titolo stesso - colui che possiede il titolo ha diritto a ricevere la prestazione in esso indicata. Sono titoli al portatore le banconote;[4]
- titoli all'ordine, che si trasferiscono mediante girata - ovvero una dichiarazione, scritta sul titolo, con cui il possessore (il girante) ordina al debitore di eseguire la prestazione a favore di un altro soggetto (il giratario). Un titolo può essere trasferito più volte e contenere quindi varie girate. Sono titoli all'ordine gli assegni liberi, le cambiali, la fede di deposito;[5]
- titoli nominativi, intestati a una persona determinata, che si trasferiscono mediante doppia annotazione del nome del nuovo beneficiario sia sul titolo, sia sul registro dell'ente emittente. Sono titoli nominativi le azioni.[6]

## Vita del titolo
La "vita" del titolo si sostanzia in tre fasi: creazione, circolazione ed esercizio del diritto in esso incorporato. 

### Creazione del titolo
Un titolo di credito viene creato perché a monte vi è un rapporto cosiddetto causale tra emittente (debitore) e primo prenditore (creditore/beneficiario) i quali decidono di fissare appunto nel titolo la prestazione dovuta dal primo al secondo. Ma la connessione tra rapporto causale e diritto nel titolo non è identica per i diversi titoli che si dividono nelle due seguenti categorie.
Titoli astratti (es. cambiali):
1. Sono quei titoli che possono essere emessi in base a diversi tipi di rapporto;
2. Il contenuto del diritto è determinato esclusivamente dal tenore letterale del documento (principio della letteralità completa).

Titoli causali (es. obbligazioni):
1. Sono quei titoli che possono essere emessi esclusivamente in base a un determinato rapporto giuridico;
2. Il contenuto del diritto è determinato sia nel titolo ma anche dalla disciplina relativa al rapporto che ha fatto creare tale documento (principio della letteralità incompleta).

### Circolazione del titolo
Nel caso di circolazione del titolo possono sorgere alcuni problemi legati al collegamento esistente tra chi ha la titolarità del diritto, che spetta al proprietario del titolo, e chi è legittimato al suo esercizio ossia il possessore del titolo che lo ha ottenuto mediante le forme previste dai diversi tipi (portatore, all'ordine, nominativi). Normalmente le due figure coincidono, ma può capitare una loro dissociazione; in particolare, si distinguono i casi di:
- circolazione regolare: si ha un negozio di trasmissione valido e la figura di proprietario e possessore coincidono;
- circolazione irregolare: si ha un negozio di trasmissione non valido e le due figure si dissociano.

Il vero proprietario (derubato) è comunque tutelato (mediante l'azione di rivendicazione verso il ladro o amministrato per titoli all'ordine o nominativi), ma se un terzo acquista il titolo in buona fede e validamente (in conformità delle norme che ne disciplinano la circolazione) (acquisto a non domino), allora diventa proprietario del titolo e del diritto a tutti gli effetti (ex art. 1153 codice civile, cosiddetto: "possesso vale titolo"); il derubato ha solo diritto ad agire verso il ladro per ottenere il risarcimento dei danni.
La modalità di circolazione dei titoli varia in base alle categorie dei titoli, che sono:
- titoli al portatore: così definiti in quanto nel titolo viene inserita la clausola al portatore e non viene indicato nel titolo il beneficiario; lo sono anche se nel titolo si inserisce un nome del beneficiario. Tali titoli circolano con la semplice consegna del titolo e la legittimazione all'esercizio del diritto avviene con la sola presentazione del titolo al debitore. In via generale non viene ammesso l'ammortamento. Esempi: assegno in bianco, azione di risparmio, obbligazione.
- titoli all'ordine: così definiti in quanto nel titolo viene inserito il nome di una determinata persona-beneficiaria e la circolazione avviene attraverso girata. La girata è una dichiarazione scritta sul titolo che ordina al debitore di adempiere la propria obbligazione nei confronti del giratario. Essa può essere: 1. piena: quando c'è il nome del giratario; 2. in bianco: quando non contiene il nome del giratario e c'è solo la firma del girante; 3. per procura: quando il giratario (ultimo prenditore che riceve) ha la funzione di rappresentante del girante per l'incasso; in questo caso il diritto cartolare rimane in capo al girante-proprietario; 4. in garanzia: quando il girante gira il titolo a un giratario attribuendogli un diritto di pegno sul titolo a garanzia di un credito che lo stesso vanta nei confronti del girante; in questo caso il girante resta proprietario del titolo, mentre il giratario è legittimato all'esercizio del diritto.
- titoli nominativi: in tali titoli viene inserito il nome di una persona determinata (beneficiario) e il nome deve risultare anche in un registro tenuto dall'emittente. Per il trasferimento vi sono due modalità: 1. trasferimento tramite transfert (emittente): se il trasferimento del titolo è richiesto all'emittente dall'alienante (debitore) esso deve esibire il titolo e provare all'emittente la propria identità e la propria capacità di disporre del titolo tramite certificazione di un notaio; se il trasferimento del titolo è richiesto dall'acquirente (nuovo beneficiario) esso deve esibire il titolo acquisito e deve dimostrare il suo diritto di acquisto mediante atto pubblico o scrittura privata autenticata; 2. trasferimento mediante girata: l'alienante pone sul titolo il nome del giratario (beneficiario) mentre l'emittente provvederà successivamente alla trascrizione nel registro del trasferimento.

### Esercizio del diritto incorporato nel titolo
Il possessore del titolo può far valere il diritto cartolare nei confronti del debitore senza essere tenuto a provare il valido acquisto della proprietà del titolo e il conseguente acquisto del diritto.
Il debitore che senza dolo o colpa grave, anche se non era in buona fede (ad esempio sapendo che il possessore del titolo è un ladro, ma non avendo i mezzi per provarlo), adempie la prestazione nei confronti del possessore, è liberato anche se questi non è il titolare del diritto.
Il debitore può opporsi al pagamento nei confronti del portatore del titolo, e lo può fare sollevando alcune eccezioni; le eccezioni si suddividono in due categorie:
- reali: eccezioni opponibili a qualunque portatore del titolo; sono le seguenti:
  - eccezioni di forma: mancanza requisiti formali del titolo che ne causa la nullità;
  - eccezioni fondate sul contesto letterale del titolo;
  - falsità di firma;
  - difetto di capacità al momento dell'emissione del titolo;
  - mancanza delle condizioni necessarie per l'esercizio dell'azione (levata protesto);

- personali: eccezioni opponibili solo ad un determinato portatore e che non si ripercuotono sugli altri; sono le seguenti[12]:
  - derivanti dal rapporto causale, opponibili solo al primo prenditore;
  - su altri rapporti personali, opponibili solo a chi è stato parte del rapporto;
  - difetto di titolarità del diritto, opponibili al possessore del titolo.

## Procedura di ammortamento
L'ammortamento è una procedura che si inizia nel momento in cui un titolo viene smarrito o sottratto al possessore legittimo. Tramite tale procedura il beneficiario può ottenere la separazione tra l'esercizio del diritto cartolare e il possesso del titolo stesso. Tale istituto permette di ottenere una dichiarazione giudiziale che il titolo originario non è più strumento di legittimazione. Chi ha ottenuto l'ammortamento può esigere il pagamento presentando il decreto emesso dal tribunale di competenza, e, se il titolo non è scaduto può farsi rilasciare un duplicato dall'emittente.
L'iter della procedura prevede che l'ex possessore faccia contemporaneamente:
- denuncia al debitore;
- denuncia al tribunale chiedendo l'ammortamento.

Il decreto di ammortamento rilasciato dal tribunale deve essere pubblicato nella Gazzetta Ufficiale e notificato al debitore dal ricorrente; con questo, se il debitore paga a un terzo non legittimato, non è liberato.
In caso di esecuzione della procedura di ammortamento, il debitore deve attendere 30 giorni per il pagamento in quanto entro questo termine l'eventuale terzo detentore del titolo può opporsi all'ammortamento depositando il titolo presso il tribunale. Se l'opposizione è accolta, si procede alla revoca del decreto e la proprietà spetta al terzo; se invece l'opposizione viene respinta, il decreto diventa definitivo e il titolo consegnato al ricorrente.